# Цема (приток Пёзы)
Це́ма — река в Архангельской области России, левый приток Пёзы (бассейн Мезени). Река образуется слиянием рек Большая и Малая Цема. Длина реки — 40 км (с Малой Цемой — 120 км). Площадь водосборного бассейна — 2300 км². Устье реки находится в 187 км по левому берегу реки Пёзы.

## Данные водного реестра
По данным государственного водного реестра России относится к Двинско-Печорскому бассейновому округу, водохозяйственный участок реки — Мезень от водомерного поста деревни Малонисогорская и до устья. Речной бассейн реки — Мезень.

Бассейн реки Мезень

Код объекта в государственном водном реестре — 03030000212103000049576.